# Vlašnja
Vlashnjë en albanais et Vlašnja en serbe latin (en serbe cyrillique : Влашња) est un village du Kosovo situé dans la commune/municipalité de Prizren et dans le district de Prizren/Prizren. Selon le recensement kosovar de 2011, elle compte 1 700 habitants.
Le village est également connu sous le nom albanais de Vllashnjë.

## Histoire
Sur le territoire de Vlashnje/Vlašnja se trouve un site archéologique qui remonte à la Préhistoire ; en raison de sa valeur, il est proposé pour une inscription sur la liste des monuments culturels du Kosovo.

## Démographie

### Évolution historique de la population dans la localité
| 1948 | 1953 | 1961 | 1971 | 1981 | 1991 | 2011  |
| ---- | ---- | ---- | ---- | ---- | ---- | ----- |
| 205  | 241  | 303  | 446  | 675  | 906  | 1 700 |

|  |

### Répartition de la population par nationalités (2011)
En 2011, les Albanais représentaient 99,88 % de la population.